# Hydraena ortali
Hydraena ortali är en skalbaggsart som beskrevs av Manfred A. Jäch 1986. Hydraena ortali ingår i släktet Hydraena och familjen vattenbrynsbaggar. Inga underarter finns listade i Catalogue of Life.